# (15691) Maslov
(15691) Maslov est un astéroïde de la ceinture principale.

## Description
(15691) Maslov est un astéroïde de la ceinture principale. Il fut découvert le 14 octobre 1982 à Naoutchnyï par Lioudmila Karatchkina. Il présente une orbite caractérisée par un demi-grand axe de 2,37 UA, une excentricité de 0,24 et une inclinaison de 3,1° par rapport à l'écliptique.

## Compléments